# Світ Христини
«Світ Христини» (англ. Christina's World) — картина американського художника Ендрю Ваєта. Робота зберігається в колекції Музею сучасного мистецтва в Нью-Йорку.

## Опис картини
На картині зображена Христина Олсон, сусідка Ваєта по його заміському будинку в штаті Мен, що сидить у полі й дивиться на власну домівку. Це ферма Олсонів у Кушингу, штат Мен. Христина Олсон страждала від прогресуючого поліневриту, але її цілеспрямованість і сила духу вражали Ваєта. Досить довго художник приховував від глядача і обличчя Христини, спотворене печаттю хвороби. Не видно обличчя Христини і на картині 1948 року. Художник подає її зі спини і намагається розповісти про жінку через її стан і аскетичне, майже пуританське природне оточення. Не використав він і контраст між буянням розкішної, південної природи і згасаючою хворою особою, контраст, який так полюбляли майстри 19 століття (картина «Остання весна»). Христина не могла ходити і переповзала з місця на місце. Цей стан і передав художник у картині 1948 року.
Незвичний ракурс, незвична героїня полотна, напруження, драматизм стану і ситуації добре передані митцем. Подібного ще не знало тогочасне американське мистецтво. Контрастувало полотно і нещадним реалізмом на тлі абстракціонізму, що панував тоді в американських виставкових залах. Приблизно з цього часу і розпочала рости всесвітня слава картини, найвідомішої в творчому доробку Ендрю Ваєта.

## Кушинг і родина Гейторн
Кушинг був однією з головних тем творчості художника, який все життя проводив тут літні місяці. Коли художник оселився там, він про це ще не знав. Місцевість була заселена давно за американським виміром. Тут оселилася ще прабабця Христини — пані Гейторн. Саме прабабця і збудувала дерев'яний будинок, де мешкали Гейторни. Колись будинок слугував невеличким готелем для моряків, адже поблизу море. Серед моряків був і швед з міста Гетеборг Олсон, що оселився тут. Він і був батьком Христини та її брата Альваро.
Христину Олсон та художника зовсім не пов'язували романтичні стосунки, і не вони спонукали Ваєта до створення картин, де головним персонажем була Христина. Навіть він не одразу спромігся відверто подати Христину як особу, скалічену хворобою, запобігати якій тоді не могли. Серед перших творів — полотно «Христина Олсон» 1947 року, де художник зобразив, як вона сидить на порозі будинку. В картині 1947 року ніщо не вказує глядачеві на скаліченість жінки. Пересторогу викликає лише настрій жінки, сумної і самотньої, ніби в чеканні, з печаттю звичного переживання і стоїцизму. Але митець зупинився на недомовленості, картина залишилась із нерозв'язаною загадкою.
Поліневрит — хвороба, розвиток якої приводить до паралічу. Серед скалічених хворобою дітей була колись і Христина. Провінція, де мешкала жінка, і небагатий фінансовий стан не могли забезпечити Христині опіку чи догляд. Христина й не чекала опіки, а хоробро переносила свій стан і намагалася бути досить самостійною. Ця підкреслена самостійність присутня в кожній картині Ваєта, де зображена Христина Олсон. А художник, захоплений мужністю скаліченої жінки, малював її неодноразово — з 1947 до 1968 року.